# Konietlica syberyjska
Konietlica syberyjska (Trisetum sibiricum Rupr.) – gatunek roślin należących do rodziny wiechlinowatych.

## Rozmieszczenie geograficzne
Występuje w Europie środkowej i wschodniej, w Azji (cała strefa umiarkowana) oraz w Ameryce Północnej (Alaska i Jukon). W Polsce występuje głównie w części północno-wschodniej, gdzie została odnotowana na ok. 30 stanowiskach.

## Morfologia
PokrójTrawa luźnokępkowa.
ŁodygaŹdźbło o wysokości do 100 cm, z 4 węzłami.
KwiatyWiecha do 20 cm długości z szorstkimi gałązkami. Kłoski 2-3 kwiatowe, złotobrązowe, błyszczące. Ość plewki dolnej u podstawy z białawymi włoskami. Kwitnie w czerwcu i lipcu. Liczba chromosomów 2n=14.

## Biologia i ekologia
Bylina, hemikryptofit. Rośnie na torfowiskach niskich, turzycowiskach, szuwarach, wilgotnych łąkach, ziołoroślach i mechowiskach. 

## Zagrożenia i ochrona
Gatunek umieszczony w Polskiej Czerwonej Księdze Roślin (2001) w kategorii LR (gatunek niższego ryzyka); w wydaniu z 2014 roku posiada kategorię NT (bliski zagrożenia). Tę samą kategorię otrzymał na polskiej czerwonej liście.